# USS McCawley (APA-4)
USS McCawley (APA-4) – był amerykańskim transportowcem desantowym, który wziął udział w działaniach II wojny światowej. Odznaczony pięcioma battle star. Jego patronem był generał marines Charles Grymes McCawley. Był okrętem prototypowym swojego typu.
Jednostkę ukończono w 1928 roku jako parowiec pasażerski SS Santa Barbara w stoczni Furness Shipbuilding Co. w Haverton Hill-on-Tees. Została nabyta przez US Navy 26 lipca 1940 roku. Wszedł do służby jako USS McCawley (AP-10) 11 września 1940 roku. W czasie II wojny światowej okręt był przydzielony na europejski teatr wojenny, a następnie przeniesiony na Pacyfik.
Uczestniczył w lądowaniu na Tulagi, operacji na New Georgia, na Guadalcanal oraz na innych Wyspach Salomona.
1 lutego 1943 roku został przeklasyfikowany na transportowiec desantowy (APA-4).
Zatopiony 30 czerwca 1943 roku w wyniku ataków wrogiego lotnictwa oraz ataków torpedowych amerykańskich ścigaczy torpedowych (friendly fire).